# بيغماتيت

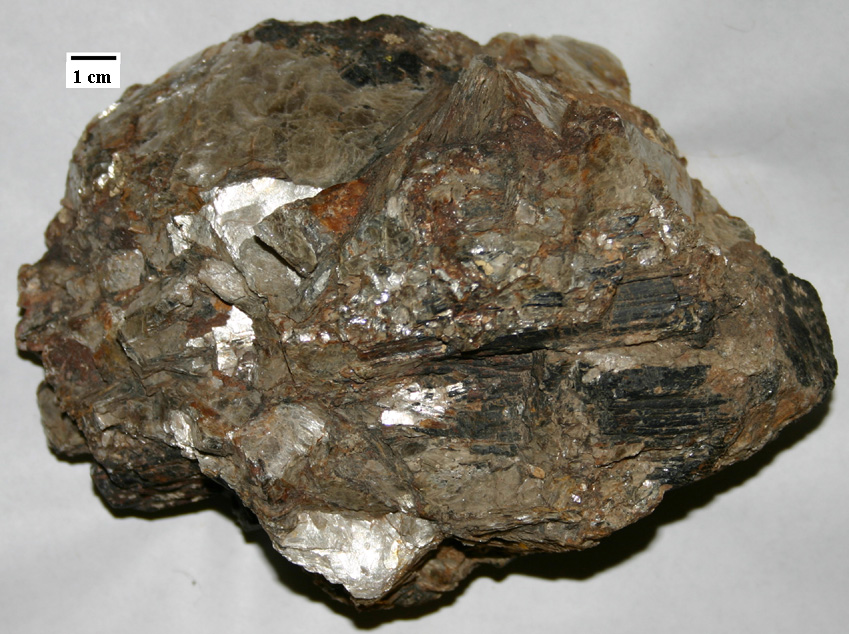
بيغماتيت

البيغماتيت أو البِجماتيت (Pegmatite) هي صخور نارية متداخلة متبلورة بالكامل مؤلفة من طبقات من بلّورات متشابكة، والتي غالباً ما تكون أكبر من 2.5 سم. توصف الصخور التي لها هذه الصفات بأنها صخور بيغماتيتيّة.

## الوصف العام
إن أغلب الصخور البيغماتيتيّة تتألّف من المرو (الكوارتز) والفلدسبار والميكا، وذلك بشكل يشبه تركيب الغرانيت. إن أهم ما يميز صخور البيغماتيت هو حجم البلّورات الكبير نسبياً، حيث أن أكبر البلورات المكتشفة عثر عليها في هذه الصخور.
بالمقارنة مع باقي الصخور النارية فإن البغماتيت يمكن أن يحوي طبقات من تجمّعات بلّوريّة، والتي غالباً ما تتوجّه بشكل موازي للصخر الحائطي، أة يمكن أن تتجمّع بمناطق مركزية تدعى العدسات البيغماتيتيّة.